# ヤン・シューア
ヤン・シューア（Jan Schur、1962年11月27日 - ）は、旧東ドイツ、ライプツィヒ出身の元自転車競技（ロードレース）選手。
グスタフ＝アドルフ・シューアの実子であり、親子共々、夏季オリンピックでメダルを獲得した。

## 来歴
1982年
- ツール・ド・ポローニュ 総合2位

1988年
- チューリッヒ選手権 アマ部門 優勝
- ソウルオリンピック
  -  チームタイムトライアル(TTT) 優勝（+ ウーヴェ・アンプラー、マリオ・クマー、マイク・ランドズマン）

1989年
- ロードレース世界選手権
  -  TTT 優勝（+ ファルク・ボーデン、マリオ・クマー、マイク・ランドズマン）

1990年、シャトー・ダックスと契約を結びプロ転向。同年及び翌1991年のツール・ド・フランスに出場。
1992年、モトローラに移籍。
1994年、引退。